# Edificio Inteligente de las Empresas Públicas de Medellín
El Edificio Inteligente de las Empresas Públicas de Medellín o simplemente Edificio EPM es la sede administrativa de la empresa de servicios públicos EPM ubicada en la ciudad colombiana de Medellín (Antioquia). El edificio está rodeado de fuentes, zonas verdes y un auditorio cúbico; todo ello en la margen oriental del río Medellín, entre parques del Río y el Parque de los Pies Descalzos, al sur de la Calle San Juan, en el sector de La Alpujarra, donde también se encuentran el Museo del Agua, Plaza Mayor y el Teatro Metropolitano, convirtiéndose en un símbolo de la Medellín contemporánea, de arquitectura y construcción moderna inspirados en el diseño del Edificio Lloyd's, sede de Lloyd's of London.
El edificio es uno de los lugares decorados con distintos tipos de iluminación como parte del alumbrado navideño de la ciudad.

## Historia

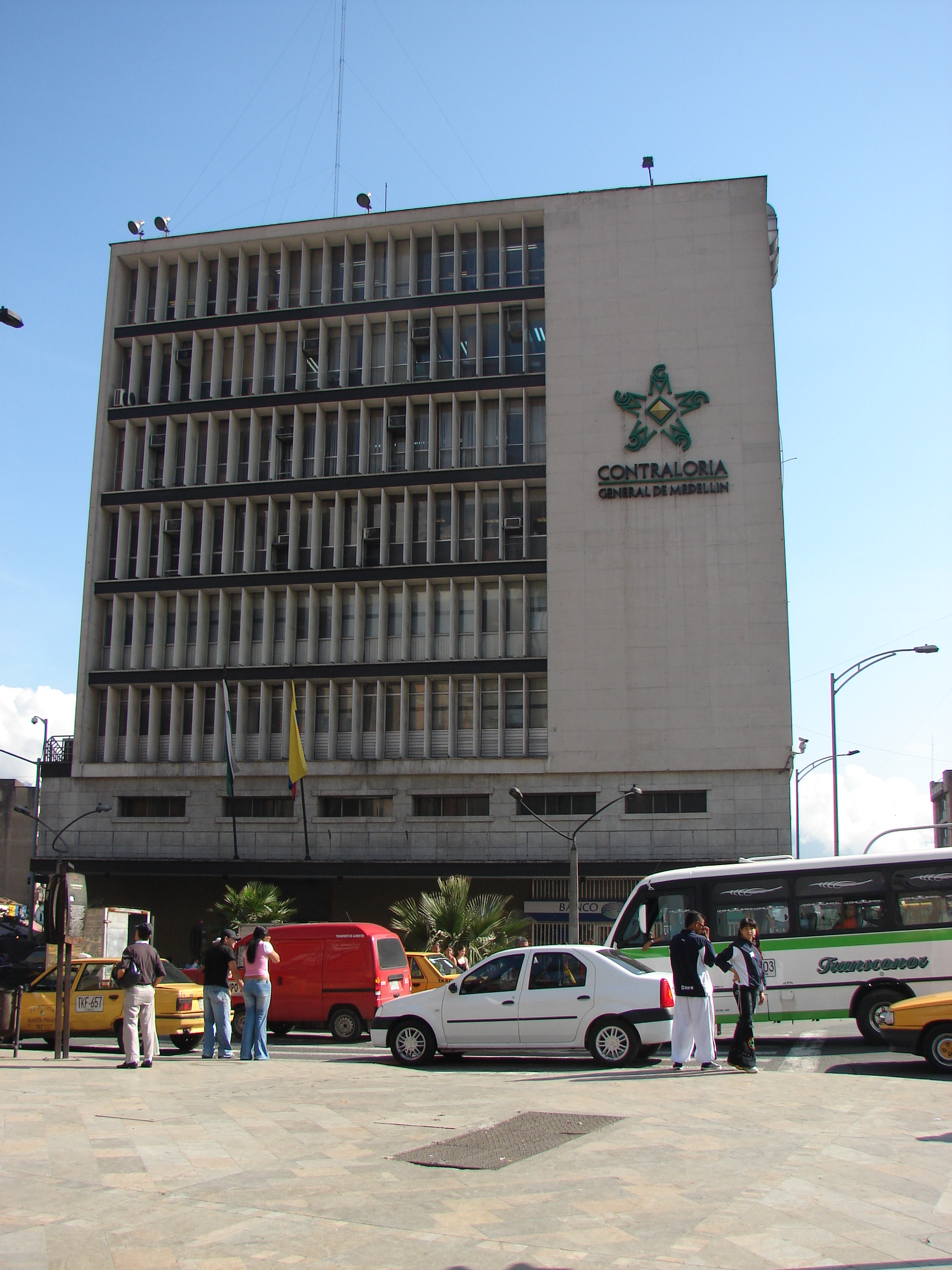
El Edificio Miguel de Aguinaga (sobre la Avenida de Greiff, frente al Museo de Antioquia) fue la sede de EPM.

Empresas Públicas de Medellín  fue fundada en 1955, y desde 1957 tuvo como sede al Edificio Miguel de Aguinaga, en de Greiff con Carabobo, instalaciones que fueron haciéndose pequeñas para el crecimiento de la compañía, por lo que se construyó un edificio inteligente que fue terminado en 1996 e inaugurado en 1997. Dado que el estudio de suelos había mostrado la existencia de un aluvión de grava arenosa no consolidada depositada por el río, fue necesario montar una placa en toda el área de la construcción a fin de prevenir problemas de asentamiento o de los elementos estructurales, así como para cumplir los estándares sísmicos más rigurosos. entre 1996 y 1997, las oficinas se trasladaron finalmente al nuevo Edificio Inteligente.

## Diseño
El edificio está hecho de concreto, acero, vidrio y aluminio, e incorpora el agua como símbolo tanto de la vida como de la misión de servicios públicos, y tanto su diseño como construcción fueron resultado de colombianos. EPM empleó a 6 000 trabajadores para llevar a cabo la construcción, que se compone de seis torres unidas al edificio principal.
El edificio incluye además 16 ascensores transparentes, que operando simultáneamente pueden transportar a 320 personas en cada viaje a 150 metros por minuto, por lo que la última planta puede ser alcanzada en 60 segundos. El decimoprimer piso incluye un techo verde con jardines verticales en sus paredes, compuestos ambos con al menos 60% de plantas endémicas del país.
Separado del edificio principal, sobre el lado noroccidental, hay un auditorio cúbico de 27 metros de arista, con capacidad para 400 personas y acabados de aluminio en el exterior.